# Matthäus Pitteroff
Matthäus Pitteroff (* 24. März 1871 in Nürnberg; † nach 1937) war ein deutscher Musiker.
Von 1897 bis 1900 war er Kapellmeister am Stadttheater Halle. Pitteroff war dann bis 1908 zusammen mit Erich Band Kapellmeister bei der Hofkapelle in Stuttgart. In der Personennamendatei der Deutschen Nationalbibliothek ist ein Nachweis seines weiteren Schaffens erst wieder für die Jahre 1920 bis 1938 angegeben, also für die Zeit nach den Umwälzungen des Ersten Weltkriegs.